# Pachyschelus repentinus
Pachyschelus repentinus es una especie de escarabajo joya del género Pachyschelus, familia Buprestidae. Fue descrita científicamente por Thomson en 1879.